# Chaetodon zanzibarensis
Chaetodon zanzibarensis е вид бодлоперка от семейство Chaetodontidae. Видът не е застрашен от изчезване.

## Разпространение и местообитание
Разпространен е в Британска индоокеанска територия (Чагос), Йемен, Кения, Коморски острови, Мавриций, Мадагаскар, Майот, Мозамбик, Реюнион, Сейшели, Сомалия, Танзания и Южна Африка.
Обитава крайбрежията на океани, морета, лагуни и рифове. Среща се на дълбочина от 0,7 до 18 m, при температура на водата от 26 до 28 °C и соленост 34,6 – 34,8 ‰.

## Описание
На дължина достигат до 12 cm.
Популацията на вида е стабилна.